# 威廉·尼爾·埃施邁爾
威廉·尼爾·埃施邁爾（英語：William Neil Eschmeyer，1939年2月11日—2024年12月30日）是美國的一位魚類學家。他是魚類資料庫與參考著作《埃施邁爾魚類目錄》（Eschmeyer's Catalog of Fishes）的創建者與主要開發者，該資料庫由加州科學院主辦，提供線上與印刷版查閱。

## 生平
埃施邁爾於1939年2月11日出生於田納西州諾克斯維爾。 他的父親魯本·埃施邁爾（Reuben Eschmeyer）曾任田納西流域管理局漁業部門的負責人。埃施邁爾先於密西根大學取得生物學學士學位，後於邁阿密大學取得海洋生物學博士學位。 1967年，他搬到加州，開始在舊金山的加州科學院任職，擔任魚類館的館長長達40年。 他亦曾任佛羅里達州蓋恩斯維爾的佛羅里達自然歷史博物館的研究助理。 退休後，他被授予加州科學院名譽館長的頭銜。 埃施邁爾於2024年12月30日辭世，享壽85歲。
埃施邁爾創建了《魚類目錄》，這是一項全球性的魚類資料庫。他的研究始於1990年出版的《現生魚類屬目錄》（Catalog of the Genera of Recent Fishes）。第一版《魚類目錄》於1998年問世，包括三冊印刷本和一張光碟，之後轉為線上資料庫。該資料庫於2019年正式更名為《埃施邁爾魚類目錄》（Eschmeyer's Catalog of Fishes）。此外，埃施邁爾亦共同編著了通俗魚類書籍《彼得森太平洋沿岸魚類野外指南》（Peterson Field Guide to Pacific Coast Fishes），並發表了61篇有關魚類分類學的研究論文。
埃施邁爾曾於2009年獲頒布里克獎（Bleeker Award），以表彰他在印度－太平洋地區魚類分類學方面的「終身傑出成就與重大貢獻」；2019年，又獲美國魚類與爬行類學家學會（American Society of Ichthyologists and Herpetologists）頒發「約瑟夫·S·納爾遜魚類學終身成就獎」（Joseph S. Nelson Lifetime Achievement Award in Ichthyology）。

## 榮譽
以埃施邁爾為名的魚類:
- 埃氏糙鮋 Trachyscorpia eschmeyeri  Whitley, 1970
- 埃氏吻鮋 Rhinopias eschmeyeri  Condé, 1977
- 短棘埃氏絨鮋 Eschmeyer nexus  Poss & Springer, 1983
- 埃氏翎電鰻 Apteronotus eschmeyeri  de Santana, Maldonado-Ocampo, Severi & Mendes, 2004
- 埃氏擬鮋 Scorpaenopsis eschmeyeri  J. E. Randall & D. W. Greenfield, 2004
- 埃氏偽大眼鮋 Phenacoscorpius eschmeyeri  Parin & Mandritsa, 1992[9]

## 所命名的分類
（列表可能不完整）
- 33个威廉·尼爾·埃施邁爾命名的生物分类